# Heraclea Minoa
Heraclea (en grec antic: Ἡράκλεια), fundada com a Minoa (grec antic: Μίνῳα) i només rarament anomenada Heraclea Minoa, fou una ciutat de l'antiga Grècia situada a la costa sud de Sicília, a la desembocadura del riu Hàlic, entre Acragant i Selinunt.

## Història

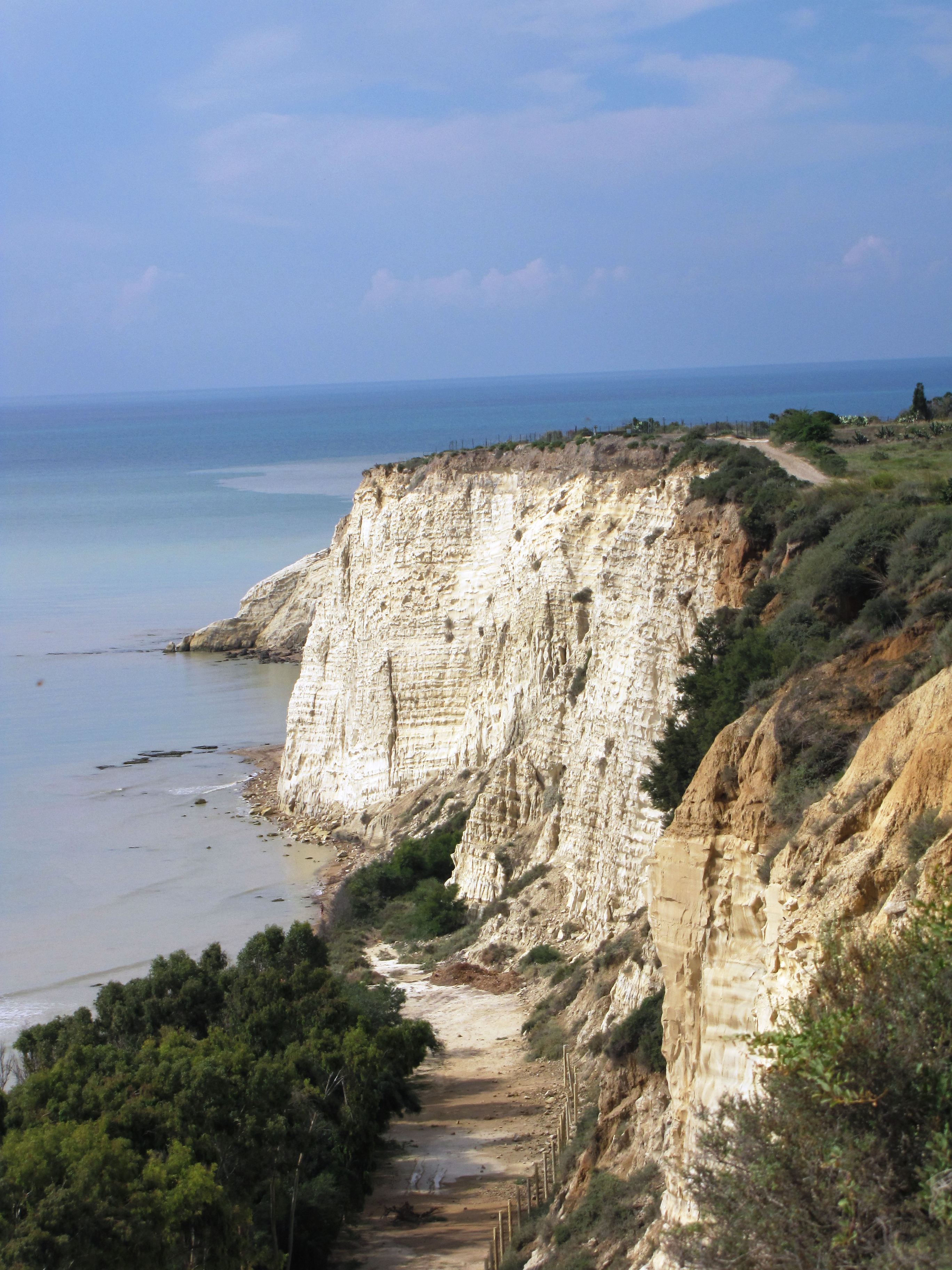
Vistes del Capo Bianco

### Mitologia
El mite diu que Hèracles va derrotar en un duel l'heroi local Èrix, i va obtenir el dret a la meitat occidental de l'illa per ell i els seus descendents; però Hèracles no va arribar a fundar cap ciutat a la regió, i el rei Minos de Creta, quan va anar a Sicília en persecució de Dèdal, va desembarcar a la boca de l'Hàlic i va fundar una ciutat, que va anomenar Minoa. Una altra versió de la mateixa història diu que van ser els seus seguidors els que van fundar la ciutat després de la mort de Minos.

### Fundació
Les primeres notícies històriques la presenten com una colònia de Selinunt anomenada Minoa, sembla que en referència a una illa (Minoa) que hi havia a prop de Mègara, que era la metròpolis de Selinunt. No obstant això, segons Heraclides Pòntic, la colònia grega fou fundada en una ciutat dels sículs anomenada Macara. En realitat, és probable que Minoa fos fundada per megaresos de Selinunt sobre un antic establiment fenici (Macara) consagrat a Melqart, divinitat associada a Hèracles pels grecs.
Minoa va ser fundada en una data desconeguda, per força posterior al 628 aC (la fundació de Selinunt). Raonablement, la fundació tenia per objectiu assegurar la frontera de Selinunt amb Acragant, ciutat de gran potència que amenaçava les fronteres dels seus veïns, i especialment durant el regnat de Fàlaris, cosa que situaria la fundació entorn de mitjan segle vi aC. De tota manera, sembla que els selinusis no aconseguiren mantenir la posició respecte dels acragantins, i cap a final del segle vi aC Minoa havia caigut sota domini d'Acragant.

### Època clàssica

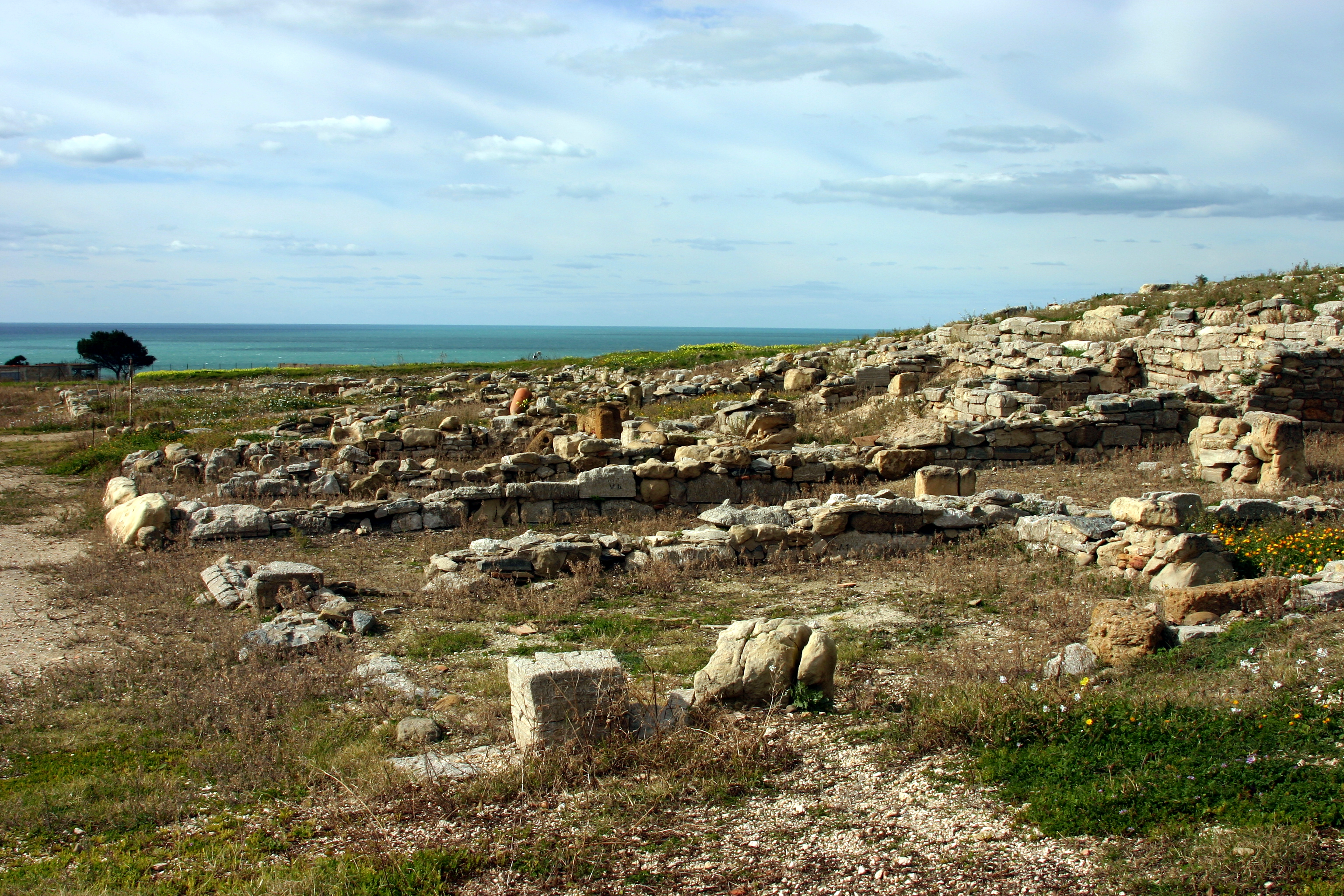
Restes del barri residencial

Poc abans del canvi de segle, cap al 500 aC, arribà a Minoa un nombrós grup d'espartans que havien arribat amb Dorieu d'Esparta, germà del rei Cleòmenes I, per establir una colònia a Sicília: enfrontats amb els egestans i els cartaginesos, foren derrotats i Dorieu morí. Els supervivents, liderats per Eurileont, s'apoderaren de Minoa i la refundaren sota el nom d'Heraclea. És possible que Heraclea fos una traducció del nom fenici de la ciutat, que es referia a Melqart, divinitat associada a Hèracles (d'aquí Heraclea). Malgrat que actualment és coneguda generalment com a Heraclea Minoa, en realitat molt rarament s'empraren els dos noms junts.
Eurileont liderà la ciutat de Minoa, i ajudà els selinusis a derrocar el seu tirà Pitàgores. Però, poc més tard, Eurileont es volgué apoderar de Selinunt esdevenint-ne tirà, i els selinusis l'acabaren per matar. La ciutat de Minoa, ara Heraclea, tornà a caure sota el domini d'Acragant, si més no durant el regnat de Teró. Diodor de Sicília no parla de la ciutat durant la gran expedició d'Hamílcar el 480 aC, que potser s'ha perdut en el llibre desè. Probablement degué participar en les lluites internes de Siracusa durant la seva etapa democràtica (465-405 aC) del mateix bando que els acragantins.

### Domini cartaginès
Al segle iv aC, Heraclea caigué sota la influència dels púnics, cosa que s'esdevengué segurament quan Dionisi el Vell esdevengué tirà de Siracusa, en el tractat que signà amb els cartaginesos el 383 aC. El 357 aC, quan Dió de Siracusa va desembarcar a la ciutat, Heraclea era una petita ciutat dedicada a l'agricultura en territori d'Acragant i, per tant, sota la sobirania dels cartaginesos. El 339 aC, en temps de Timoleont de Siracusa, un nou tractat retornà Heraclea a la zona d'influència política grega, i va ser refundada pel mateix Timoleont. No obstant això, en temps del tirà Agàtocles, un nou tractat (314 aC) revertí aquests canvis.
La ciutat, amb el temps, va recuperar importància; aviat es va unir al moviment revolucionari de Xenòdic a Acragant el 307 aC, i es va declarar independent dels cartaginesos i d'Agàtocles, el qual, en el seu retorn d'Àfrica, la va reconquerir. En temps de l'expedició de Pirros de l'Epir, la ciutat estava altra vegada sota domini cartaginès, i va ser la primera ciutat conquerida per l'epirota quan va avançar a l'oest venint d'Acragant.

### Guerres púniques

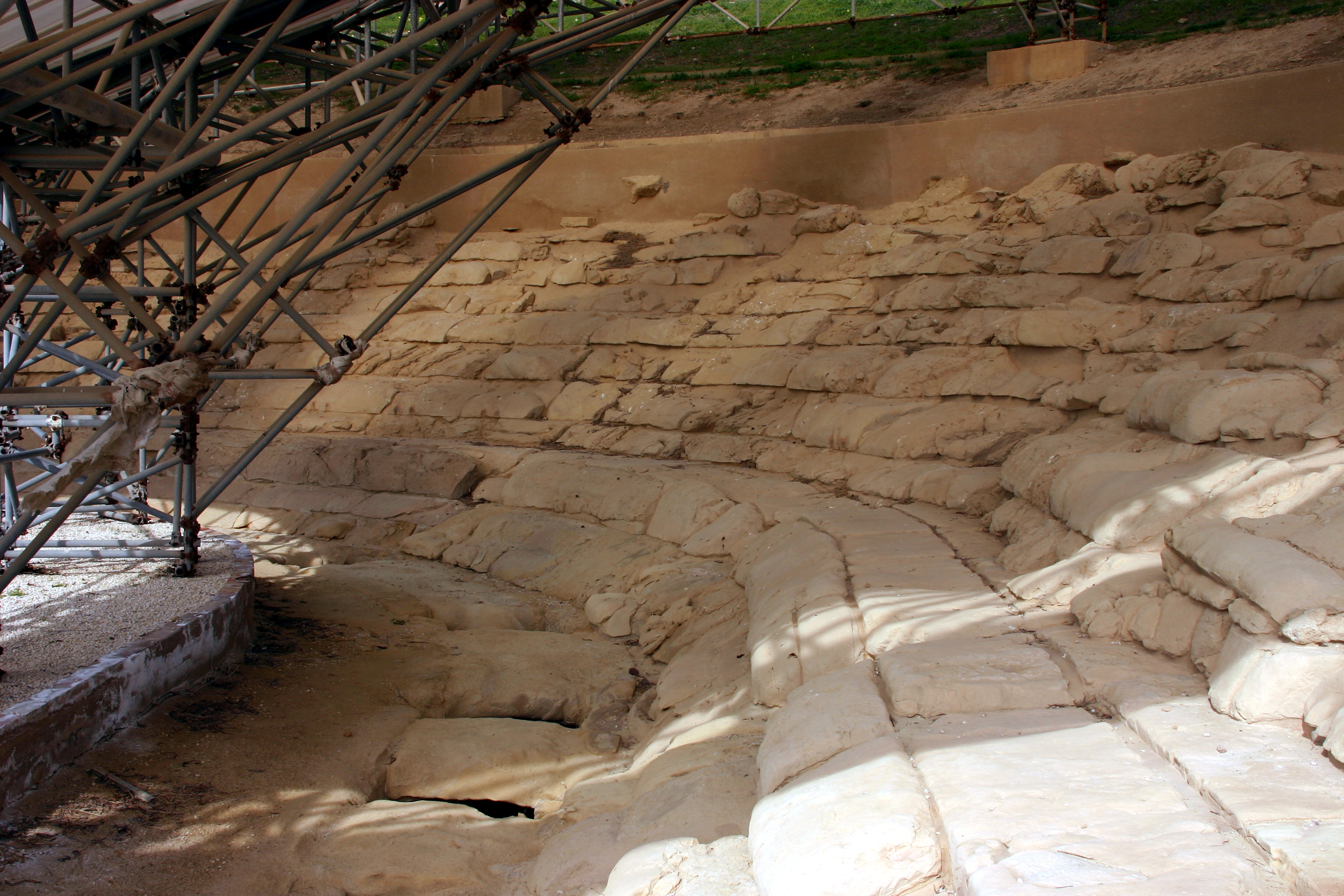
Les graderies del teatre

A la Primera Guerra Púnica, el general cartaginès Hannó la va ocupar quan marxava cap a Acragant, que era assetjada pels romans (260 aC), i es va convertir en una de les principals bases navals cartagineses a Sicília. El 256 aC, una flota cartaginesa de 350 vaixells establerta a Heraclea per prevenir el pas de la flota romana a Àfrica va ser derrotada pels cònsols Marc Atili Règul i Luci Manli Vulsó Llong. L'any 249 aC l'almirall Càrtal tenia a la ciutat les seves posicions quan la flota romana es va acostar per aixecar el blocatge de Lilibèon. Al final de la guerra la ciutat va passar, amb la resta de Sicília, a mans de Roma.
A la Segona Guerra Púnica va ser ocupada altre cop pels cartaginesos i va resistir als romans dirigits per Marc Claudi Marcel fins i tot després de la caiguda de Siracusa.

### Domini romà
A partir de llavors, Heraclea romangué sota domini romà. Va patir destruccions a la primera guerra servil (134 aC a 132 aC), i el pretor Publi Rupili hi va enviar un grup de colons per compensar les baixes; les relacions entre els antics ciutadans i els colons eren regulades per una llei local que encara existia en temps de Ciceró (meitat del segle i aC), quan la ciutat encara és descrita com a pròspera; però més tard va caure en decadència, com va passar a altres ciutats de la costa sud de Sicília, segons diu Estrabó. Pomponi Mela diu, en canvi, que era una de les tres ciutats que subsistien a la costa sud; la seva continuïtat està acreditada per Plini el Vell i Claudi Ptolemeu, que també en parlen. Ptolemeu és el darrer a fer-ne esment, de manera que després degué desaparèixer, car que no apareix als Itineraria del segle iv.

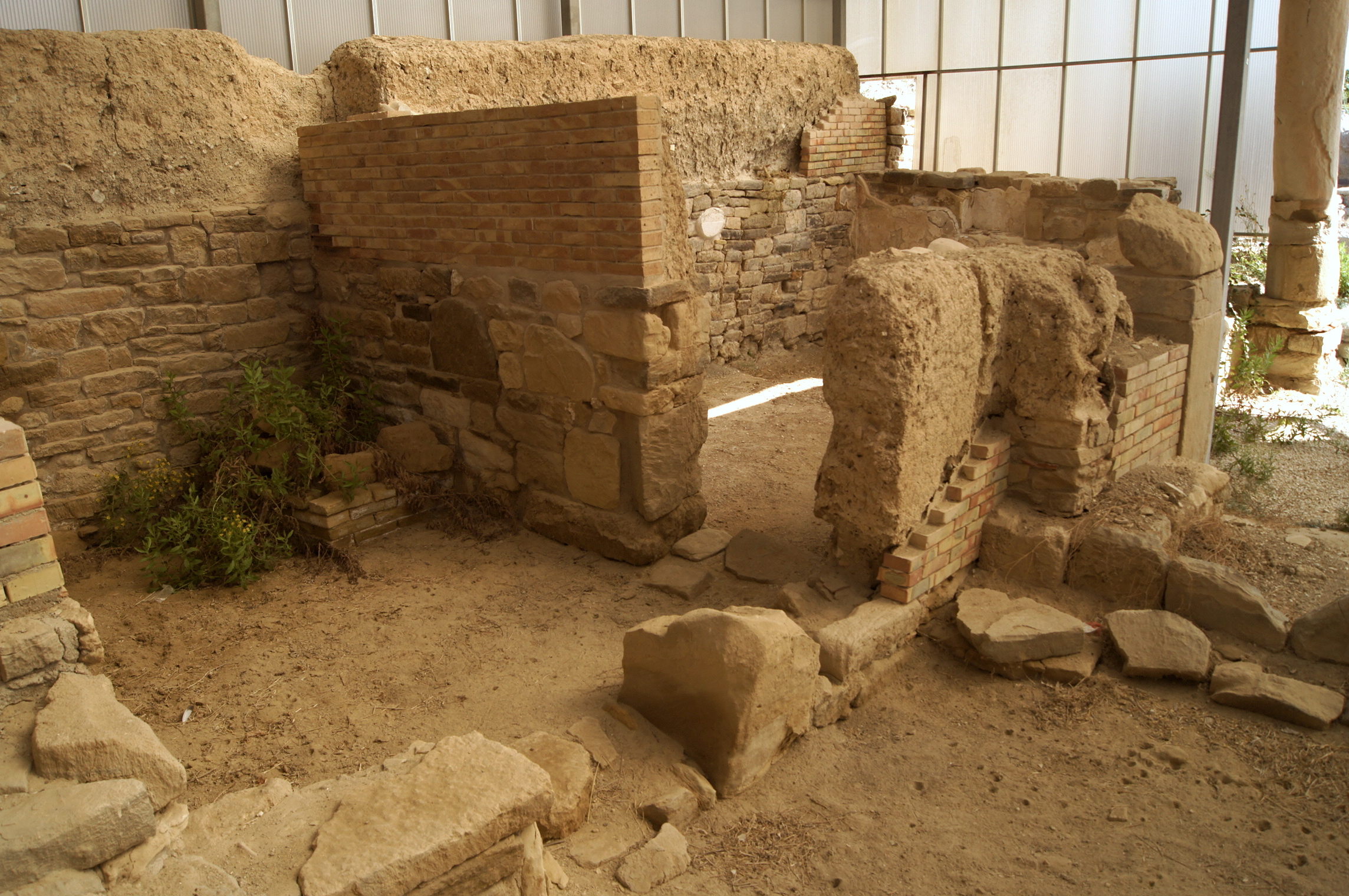
Un habitatge d'Heraclea

## Arqueologia
Les restes de la ciutat es troben vora mar, al sud del riu Platani (antic Hàlic), a prop del Capo Bianco. Al sud, a la banda de mar, la ciutat limitava amb uns penya-segats, i l'erosió ha provocat la caiguda destrucció d'una part de les restes. Es conserven les restes d'un circuit murat de sis quilòmetres, que no se sap si continuava pels penya-segats de la banda de mar. A partir de la refundació de Timoleont, el circuit murat reduí les dimensions de la ciutat, i es construí tota una nova ciutat de traçat hipodàmic que comprenia un teatre. Al nord-oest de la ciutat, fora de les murades, hi ha el cementeri.
Al segle xvi, segons informa Tomaso Fazello, es conservava un aqüeducte que portava l'aigua del riu fins a la ciutat, però en el segle xix ja havia desaparegut.